# Władysław Mniszek-Tchorznicki
Władysław Mniszek-Tchorznicki herbu Jelita (ur. ok. 1794, zm. 28 marca 1862) – polski oficer, powstaniec listopadowy.

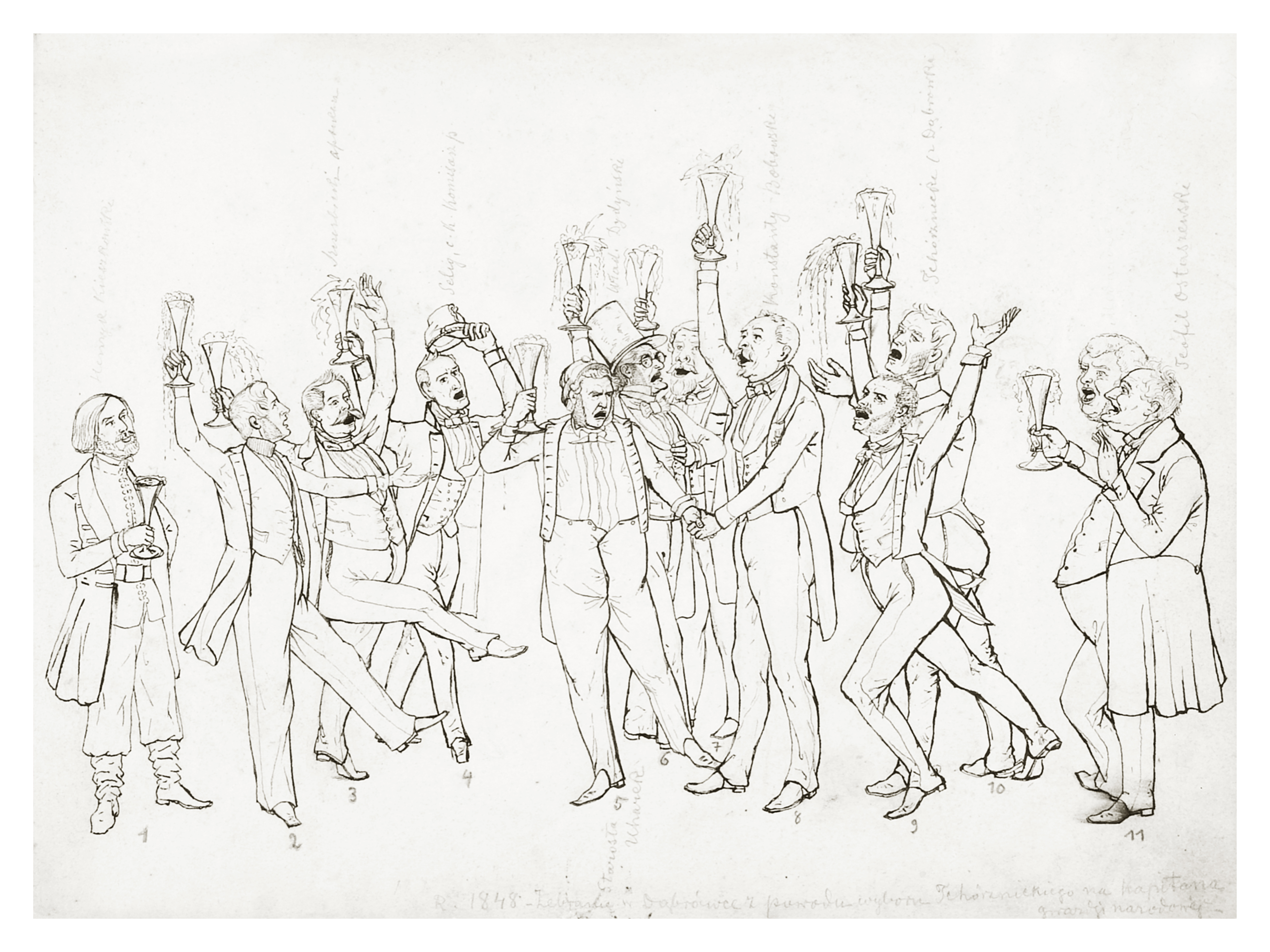
Rysunek Jana Gniewosza przedstawiający toast wzniesiony w 1848 w Dąbrówce z okazji wyboru Władysława Tchorznickiego na kapitana Gwardii Narodowej

## Życiorys
Urodził się pod koniec XVIII wieku (prawdopodobnie ok. 1794 w Samborze bądź w Sanoku). Był synem Walentego Mniszek-Tchorznickiego herbu Jelita i Rozalii z domu Rudnickiej herbu Lis. Jego rodzeństwem byli: Bogusław, Władysław, Marian, Maria (po mężu Batowska, zm. 1853), Zuzanna. Jego pierwszą żoną została Honorata z domu Ufniarska herbu Jastrzębiec, a ich synami byli Kazimierz (1829–1911, ziemianin, oficer) i Maksymilian. Drugą żoną została hrabina Filipina Butler-Clonebough, z którą miał córkę Annę.
Został żołnierzem armii Księstwa Warszawskiego. Od 1809 służył w Konnej Chorągwi Przewodnich (Gidów). Od lata 1809 służył w 12 pułku ułanów na obszarze Podola. W tym roku otrzymał awans na podporucznika. Pełnił funkcję instruktora. Brał udział w Inwazji Napoleona na Rosję w 1812. Brał udział w bitwach pod Romanowem, Smoleńskiem, Borodino, Czerykowem, Tarutinem i nad Berezyną.
W 1813 został wzięty do niewoli austriackiej pod Znojmem. W 1815 wskutek niestawiennictwa do weryfikacji został skreślony z listy oficerów Wojska Królestwa Polskiego przez władze rosyjskie. W 1831 roku uczestniczył w schyłkowym okresie powstaniu listopadowym, biorąc udział w bitwie pod Chwałkowicami w szeregach 2 pułku ułanów II Korpusu gen. Girolamo Ramorino.
Podczas Wiosny Ludów na obszarze Galicji w 1848 był dowódcą Gwardii Narodowej w Samborze od kwietnia do listopada 1848, mianowany wówczas podpułkownikiem. W tym czasie jako podpułkownik kawalerii był organizatorem i został dowódcą 2 pułku ułanów (określani jako „ułani biali”) w składzie Legionów Polskich na Węgrzech, biorącego udział w powstaniu węgierskim na przełomie 1848/1849 i walczącego w kilkunastu bitwa i potyczkach. 11 grudnia 1848 szwadron 2 pułku ułanów (84 spieszonych ochotników polskich) pod dowództwem ppłk. Tchorznickiego, wspartych 42. batalionem honwedów, powstrzymał pościg austriackiego korpusu feldmarszałka Franza von Schlika po porażce Węgrów w bitwie pod Koszycami). Ponadto uczestniczył w bitwie pod Tarczal 22 stycznia 1849. Jego adiutantem był Jan Aleksander Fredro. Po stłumieniu powstania udał się na emigrację do Paryża.
Został członkiem Stanów Galicyjskich. Był właścicielem dóbr ziemskich Leśniowice i Polanka.
Zmarł 28 marca 1862.

## Odznaczenia
- Legia Honorowa (X 1812)[2][3]
- Order Zasługi Wojskowej III klasy – Węgry (za służbę 1848)[7].
- Węgierski Krzyż Wojenny (1848/1849)[2][3]